# Verhandlungen Zoologisch-Botanischen Gesellschaft in Wien
Verhandlungen Zoologisch-Botanischen Gesellschaft in Wien (abreviado Verh. Zool.-Bot. Ges. Wien) fue una revista con ilustraciones y descripciones botánicas que fue editada en Viena. Se publicaron los números 68 al 115, en los años 1918 hasta 1976.  Fue precedida por Verhandlungen der Kaiserlich-Königlichen Zoologisch-Botanischen Gesellschaft in Wien (vols. 8-67); y reemplazada por Verh. Zool.-Bot. Ges. Österreich. (vol. 116+)